# Billy Burnett
William John Burnett (1 tháng 3 năm 1926 – 1988) là một cầu thủ bóng đá người Anh thi đấu ở vị trí tiền vệ chạy cánh.